# Rząd Nikołaja Denkowa
Rząd Nikołaja Denkowa – 102. rząd w historii Bułgarii funkcjonujący od 6 czerwca 2023 do 9 kwietnia 2024.
Między kwietniem 2021 a kwietniem 2023 w Bułgarii pięciokrotnie odbywały się wybory parlamentarne. Po trzecich z nich utworzono rząd Kiriła Petkowa, wobec którego po około pół roku Zgromadzenie Narodowe przegłosowało wotum nieufności. Rumen Radew dwukrotnie powoływał następnie rządy przejściowe, na czele których stawał Gyłyb Donew. Piąte wybory odbyły się na początku kwietnia 2023. Zwycięska centroprawicowa koalicja GERB-SDS jako kandydatkę na premiera wysunęła Mariję Gabriel, której misja utworzenia gabinetu zakończyła się niepowodzeniem. Misję tę przejęła centrowa koalicja PP-DB, która wskazała Nikołaja Denkowa jako kandydata na premiera. Ostatecznie negocjacje nad powołaniem rządu toczyły się między oboma sojuszami. 2 czerwca Nikołaj Denkow i Marija Gabriel przedstawili końcowe ustalenia i zaproponowany skład rządu (w znacznej mierze obejmującego osoby bezpartyjne). Porozumienie zawarto na okres półtora roku; kandydatem na premiera na pierwsze 9 miesięcy został przedstawiciel PP-DB, ustalono nadto, że po tym okresie zastąpi go przedstawicielka GERB-SDS.
6 czerwca 2023 Zgromadzenie Narodowe udzieliło wotum zaufania rządowi (większością 132 głosów „za”), który rozpoczął urzędowanie tego samego dnia po zaprzysiężeniu.
Zgodnie z koalicyjnymi ustaleniami 5 marca 2024 premier ogłosił dymisję rządu, która następnego dnia została zatwierdzona przez parlament. Koalicjanci nie doszli jednak do porozumienia odnośnie do powołania nowego gabinetu. 9 kwietnia 2024 prezydent powołał nowy przejściowy gabinet, na czele którego stanął Dimityr Gławczew.

## Skład rządu
- premier: Nikołaj Denkow[7]
- wicepremier, minister spraw zagranicznych: Marija Gabriel
- minister finansów: Asen Wasilew
- minister spraw wewnętrznych: Kalin Stojanow
- minister rozwoju regionalnego i robót publicznych: Andrej Cekow
- minister pracy i polityki socjalnej: Iwanka Szałapatowa
- minister obrony: Todor Tagarew
- minister sprawiedliwości: Atanas Sławow
- minister edukacji i nauki: Galin Cokow
- minister zdrowia: Christo Chinkow
- minister kultury: Krystju Krystew
- minister ochrony środowiska i zasobów wodnych: Julian Popow
- minister rolnictwa i żywności: Kirił Wytew
- minister transportu i komunikacji: Georgi Gwozdejkow
- minister gospodarki i przemysłu: Bogdan Bogdanow
- minister innowacji i wzrostu: Milena Stojczewa
- minister energetyki: Rumen Radew
- minister ds. e-administracji: Aleksandyr Jołowski
- minister turystyki: Zarica Dinkowa
- minister młodzieży i sportu: Dimityr Iliew